# Match World Cup
Match World Cup – międzynarodowy towarzyski klubowy turniej piłkarski rozgrywany od 2011 roku w mieście Dubaj (Zjednoczone Emiraty Arabskie).  W turnieju mogli występować jak kluby tak i reprezentacje narodowe. Każda edycja turnieju składała się z różnej ilości meczów w zależności od ilości zespołów biorących udział w nich.

## Finały
| Edycja | Rok  | Finał            | Finał        | Finał            | Trzecie miejsce    | Trzecie miejsce | Trzecie miejsce  | Ilość drużyn |
| Edycja | Rok  | Zwycięzca        | Wynik        | Finalista        | 3 miejsce          | Wynik           | 4 miejsce        | Ilość drużyn |
| ------ | ---- | ---------------- | ------------ | ---------------- | ------------------ | --------------- | ---------------- | ------------ |
| I      | 2011 | Al-Hilal (Rijad) | 1:1 (k. 4:1) | Zenit Petersburg | MŠK Žilina         | 3:1             | Persepolis FC    | 6            |
| II     | 2012 | Zenit Petersburg | 5:0          | Uzbekistan       | Bunyodkor Taszkent | 1:1 (k. 5:4)    | Szachtar Donieck | 8            |
| III    | 2013 | Szachtar Donieck | -            | Zenit Petersburg | Zamalek SC         | -               | Al-Hilal (Rijad) | 4            |

## Statystyki
| Lp. | Klub             | Zdobywca | Finalista | Lata triumfów |
| --- | ---------------- | -------- | --------- | ------------- |
| 1.  | Zenit Petersburg | 1        | 2         | 2012          |
| 2-3 | Al-Hilal (Rijad) | 1        | 0         | 2011          |
|     | Szachtar Donieck | 1        | 0         | 2013          |
| 4.  | Uzbekistan       | 0        | 1         |               |